# ダイアナ・ローレン
ダイアナ・ローレン（Dyanna Lauren、1965年3月18日 - ）は、アメリカ合衆国出身のポルノ女優およびポルノ映画監督。1992年から1998年にかけておよそ100本の映画に出演後、女優業から離れて監督業へと転向した。

## 来歴
ペントハウス誌1995年7月号のペントハウス・ペットになり、米国最大手のポルノ製作会社ビビッド・エンターテインメントと専属契約を締結。プレイボーイチャンネルの『ザ・ヘルメットカム・ショー』に単独で出演した最初のゲストであった。この番組は1996年8月21日にライブ放映された。
ポルノ映画の仕事に加え、1998年には同僚のポルノスターコーベ・タイとともにマリリン・マンソンのアルバム『メカニカル・アニマルズ』に歌手として参加。2000年にアルバムを1枚リリースしたサウザンド・イヤー・イッチというロックバンドでリードシンガーを務めた。5歳から歌い始め、音楽の学士号を持っているが、修士号を得るには若干履修単位が不足していた。
2007年には元夫ジョン・グレイが所有するニン・ワークスSRという映画製作会社のCEO兼スポークスマンに就任。2008年にはAVN殿堂入り。2009年には10年以上ぶりに女優の仕事に復帰した。

## 受賞
- 1997年 XRCO Best Actress - 『Bad Wives』[9]
- 1998年 AVN Best Actress (Film) - 『Bad Wives』[10]
- 1998年 AVN Best Anal Sex Scene (Film) - 『Bad Wives』（スティーヴン・セント・クロワと共に）[10]
- 2008年 AVN殿堂顕彰
- 2010年 XBIZ Perfomer Comeback of the Year[11]